# Fatal1ty

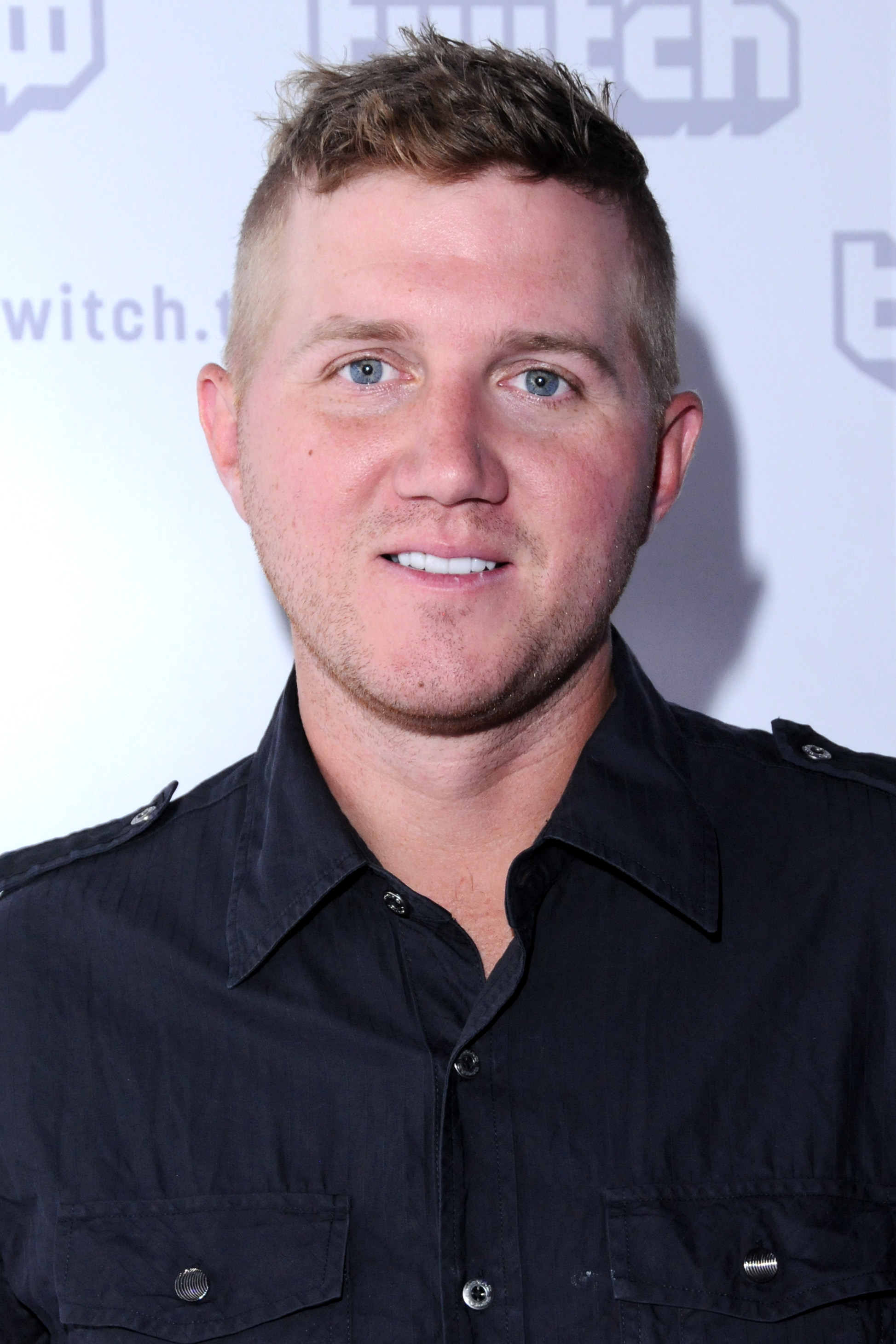
Johnathan Wendel E3 2014.

Johnathan Wendel, född 26 februari 1981, även känd under pseudonymen Fatal1ty (uttalas Fatality), är en amerikansk professionell e-sportsutövare och entreprenör. Johnathan anses vara, tillsammans med Dennis Fong, världens första framträdande spelare inom e-sport. Han har bland annat vunnit 12 stycken världstitlar.